# Крукеницька сільська рада
| Крукеницька сільська рада — колишній орган місцевого самоврядування у Мостиському районі Львівської області з адміністративним центром у с. Крукеничі. Історична дата утворення: в 1940 році. Водоймища на території, підпорядкованій даній раді: річка Січня. Сільській раді були підпорядковані населені пункти: - с. Крукеничі - с. Воля-Садківська - с. Острожець |

## Склад ради
Рада складалася з 16 депутатів та голови.

### Керівний склад ради
| ПІБ                        | Основні відомості                                                                             | Дата обрання | Дата звільнення |
| -------------------------- | --------------------------------------------------------------------------------------------- | ------------ | --------------- |
| Берсеньов Юрій Валерійович | Сільський голова, 1980 року народження, освіта, член Всеукраїнського об'єднання «Батьківщина» | 26.03.2006   | 31.10.2010      |
| Берсеньов Юрій Валерійович | Сільський голова, 1980 року народження, освіта вища, безпартійний                             | 31.10.2010   |                 |

Примітка: таблиця складена за даними джерела